# Jacaratia heptaphylla
Jacaratia heptaphylla là một loài thực vật có hoa trong họ Caricaceae. Loài này được (Vell.) A. DC. mô tả khoa học đầu tiên năm 1864.